# Estado de Minas do Sul
```
   |-
       |
Erro:
:  
valor não especificado para "
nome_comum
"

   |-
       | 
Erro:
:  
valor não especificado para "
continente
"
```

Minas do Sul foi uma tentativa revolucionária de separar o região Sul de Minas Gerais em 31 de janeiro de 1892, prevendo a criação de uma nova unidade federativa no Brasil, restaurando os ideais propostos sobre a Província de Minas do Sul. Juntamente com a proclamação da Junta Governativa nasceu o periódico Minas do Sul, para ser seu órgão oficial e para sustentar e defender a criação do novo estado.

## História
O movimento separatista constituiu-se uma Junta Governativa composta pelos líderes Martiniano da Fonseca Reis Brandão, José Luiz Pompeu da Silva, Manoel de Oliveira Andrade, Francisco Bressane de Azevedo e Joaquim de Oliveira, os separatistas criaram a bandeira do novo estado hasteada no dia 27 de fevereiro, na Praça 13 de maio, antigo Largo das Dores (atual Praça Doutor Jefferson de Oliveira), em Campanha. Criaram o Hino Patriótico, formaram o batalhão patriótico de voluntários denominado Batalhão Tiradentes e exerceram pressão política pelo imediato reconhecimento federal.
A cidade de Campanha foi escolhida como capital temporária, onde o movimento foi aclamado por mais de 500 pessoas. Mais adiante, em Viçosa, não ultrapassou os limites do “urbano”, onde apenas uma parte da população da própria cidade teria se envolvido, ao contrário de Campanha, em que se logrou proporções maiores, portanto, os separatistas da Campanha não conseguiram agregar todas as municipalidades da região Sul de Minas. O projeto de separação já não agradava tanto a todas as elites dessa região, seja pela radicalização, seja pela disputa de interesses políticos e econômicos com outros municípios como Pouso Alegre, Varginha, Alfenas e Lavras que começavam a se despontar, algumas delas com uma dinâmica mais consistente da produção do café ou de gado como Três Corações, ainda que essa última tenha dado apoio ao movimento.
Os membros da Junta Governativa aguardavam uma rápida manifestação favorável do governo federal brasileiro, que deveria reconhecer a divisão do estado de Minas Gerais e sancionar, no menor prazo, a separação do território de além rio Grande, que a partir de então constituiria o novo estado de Minas do Sul. Em 6 de fevereiro de 1892, o senador Silviano Brandão e o deputado Adalberto Ferraz enviaram nota publicada no Jornal do Commercio em que afirmavam que a Junta Governativa, em Campanha, havia declarado ter o apoio do governo federal para aclamar a separação do território a fim de constituir o estado de Minas do Sul e que, a ideia teria sido aceita pela maioria da população. Ambos consideravam a separação "infeliz e antipatriótica", pois mutilava Minas Gerais.
O movimento foi dissolvido no mesmo ano. Apesar de não ter conseguido conquistar seus objetivos, o conjunto desses acontecimentos levou Cesário Alvim a renunciar à presidência de Minas Gerais em 9 de fevereiro de 1892.

## Decreto Nº 1
A Junta Governativa publicou o Decreto Nº 1, datado de 20 de fevereiro de 1892, em que “decreta” o desmembramento do estado de Minas Gerais e a criação do estado de Minas do Sul, autônomo e independente:

### Artigo 1º
Fica desmembrado do estado de Minas Gerais o território d'aquém rio Grande e com o mesmo território constituído o estado de Minas do Sul, autônomo e independente, mas incorporado à República dos Estados Unidos do Brasil. 

### Artigo 2º
São garantidos os direitos constitucionais dos cidadãos, e mantidas: integralmente, as leis federais; e, até resolução contrária do poder competente, as leis do Estado de Minas Gerais, na parte em que não contrariem a organização do novo estado.

### Artigo 3º
O estado será dividido em cantões, compostos de municípios e estes de comunas, todos também autônomos e independentes nos negócios de seu peculiar interesse.

### Artigo 4º
Votada a Constituição do estado, cada uma d‟essas circunscrições, no exercício de sua legítima soberania decretará, por seu turno, a sua constituição, elegendo os seus corpos deliberantes e os seus governos.

### Artigo 5º
Enquanto pelos meios regulares, não for votada a constituição do estado e eleitas as legislaturas de cada um dos cantões, será regido o estado por esta Junta Governativa e os cantões por governos locais delegados da mesma Junta.

### Artigo 6º
A cidade da Campanha fica sendo a capital provisória do Estado.

### Artigo 7
A Junta Governativa Provisória escolherá dentre si o seu presidente e o seu vicepresidente, servindo os outros membros de secretários de Estado.

### Artigo 8
Ficam desde já criadas três secretarias de Estado, pelas quais serão distribuídos, desde logo, os serviços concernentes à administração do Estado, a saber: da Fazenda, do Interior; Justiça, Polícia e Instrução Pública e da Agricultura, Comércio e obras Públicas.

### Artigo 9º
Aos Secretários de Estado, na parte que à [sic] cada um pertença, incumbe a organização e direção das respectivas repartições.

### Artigo 10º
O presente Decreto entrará em vigor desde o dia da sua publicação na folha oficial do estado.

### Artigo 11º
Aos secretários de estado na parte que à [sic] cada um competir, fica incumbida a execução do presente decreto.